# Stade Saint-Jean
Le stade Saint-Jean est un stade omnisports situé à Anglet dans le département des Pyrénées-Atlantiques. C'est le stade de l'équipe de  rugby à XV locale, l'Anglet ORC.

## Historique
Inauguré le 20 janvier 1935, le stade Saint-Jean était initialement le stade résident de l'équipe de rugby à XIII, la Côte basque XIII.
Le stade accueille temporairement en 1940 l'Aviron bayonnais, club de rugby à XV basé jusqu'alors au stade de Hardoy,. En 1941, le club déménage définitivement au stade Saint-Léon.
Depuis, le stade accueille l'Anglet ORC, club de rugby à XV représentant la ville et quelques rencontres du club de football des Genêts d'Anglet,.